# Playa Brava (Florianópolis)

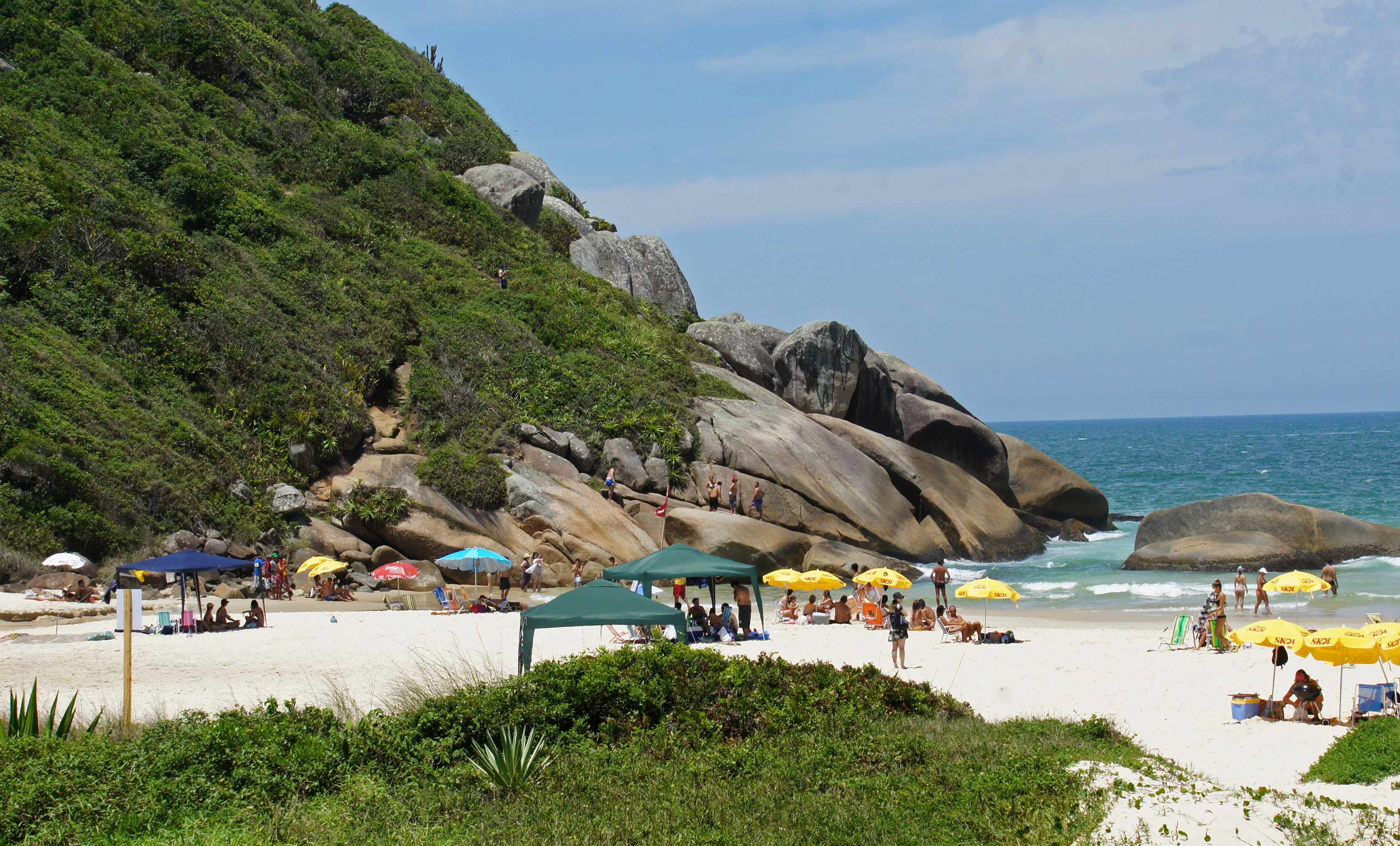
Playa Brava, Florianópolis en 2014.

Playa Brava es una playa situada en el extremo norte de la isla de Santa Catarina, en el municipio de Florianópolis, estado de Santa Catarina, Brasil. Se encuentra entre la Playa de Lagoinha y Praia dos Ingleses, a aproximadamente 38 kilómetros del centro de la ciudad. Es reconocida por su paisaje natural y su atractivo turístico. 
La playa tiene una extensión de 1,5 kilómetros y se caracteriza por ser de mar abierto, con una orientación noroeste-sureste. Está flanqueada por acantilados en ambos extremos y expuesta a la acción del oleaje del océano Atlántico, especialmente desde el este. Estas condiciones generan olas de gran intensidad, lo que la convierte en un destino propicio para la práctica de deportes acuáticos como el surf, el bodyboarding y el surf de pala.
En sus alrededores, la comunidad local es relativamente pequeña y está compuesta principalmente por condominios y residencias con vistas al mar. 